# Archibald Geikie
Sir Archibald Geikie (28. prosince 1835 – 10. listopadu 1924) byl skotský geolog a spisovatel. Patří mezi nejznámější skotské geology.

## Život
Narodil se v Edinburghu v roce 1835 jako nejstarší syn Isabelly Thomové a jejího manžela Jamese Stuarta Geikieho. Jeho starší bratr James Geikie vystudoval Edinburskou univerzitu.
V roce 1855 byl jmenován asistentem British Geological Survey. Mezi jeho první publikace patřila kniha The Story of a Boulder; or, Gleanings from the Note-Book of a Geologist (1858). Díky této publikaci se velmi spřátelil se svým šéfem sirem Roderickem Murchisonem. Společně celý život hojně spolupracovali.
Spolu dokončili několik geologicky složitých map oblastí ve Skotsku. V roce 1862 vydali novou geologickou mapu Skotska. Sám Geikie v roce 1892 dokončil větší měřítko této mapy. Následující rok začal publikovat v časopise Transactions of the Geological Society of Glasgow.
V roce 1865 vydal knihu Scenery of Scotland, která byla jedním z prvních pokusů o podrobné objasnění historie topografie země. V témže roce byl zvolen členem Královské společnosti. Začal se z něj stávat jeden z vůdčích členů skotských škol a institucí. V roce 1880 byl zvolen členem American Philosophical Society.
V roce 1871 se oženil s Alicí Gabrielle Anne Marií Pignatelovou. Měli spolu syna Rodericka a tři dcery – Lucii, Elsie a Gabrielle.
Zemřel ve svém domě v Haslemere v hrabství Surrey. Je pohřben na tamním hřbitově.

## Galerie

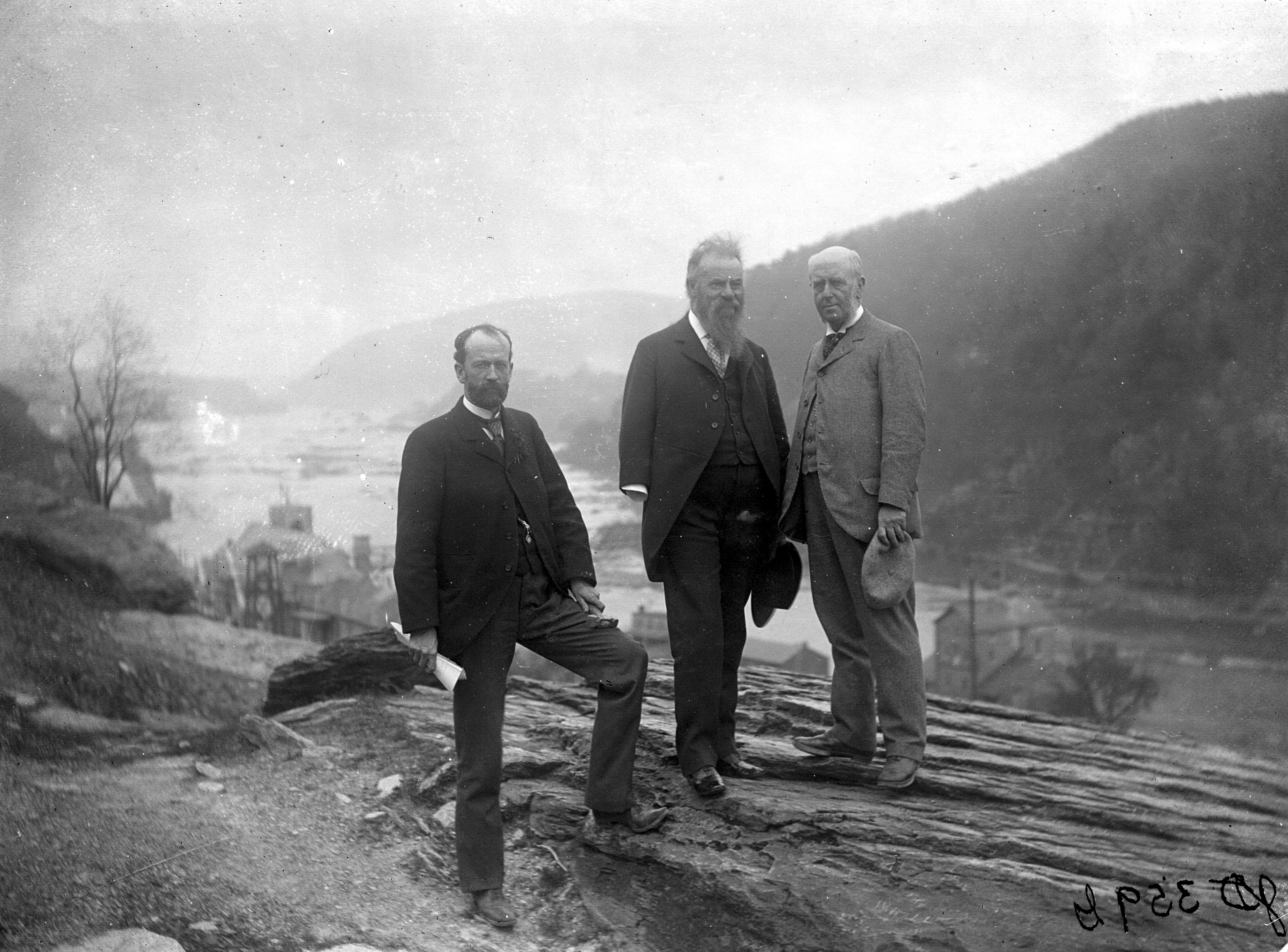
Charles Doolittle Walcott, John Wesley Powell a Sir Archibald Geikie
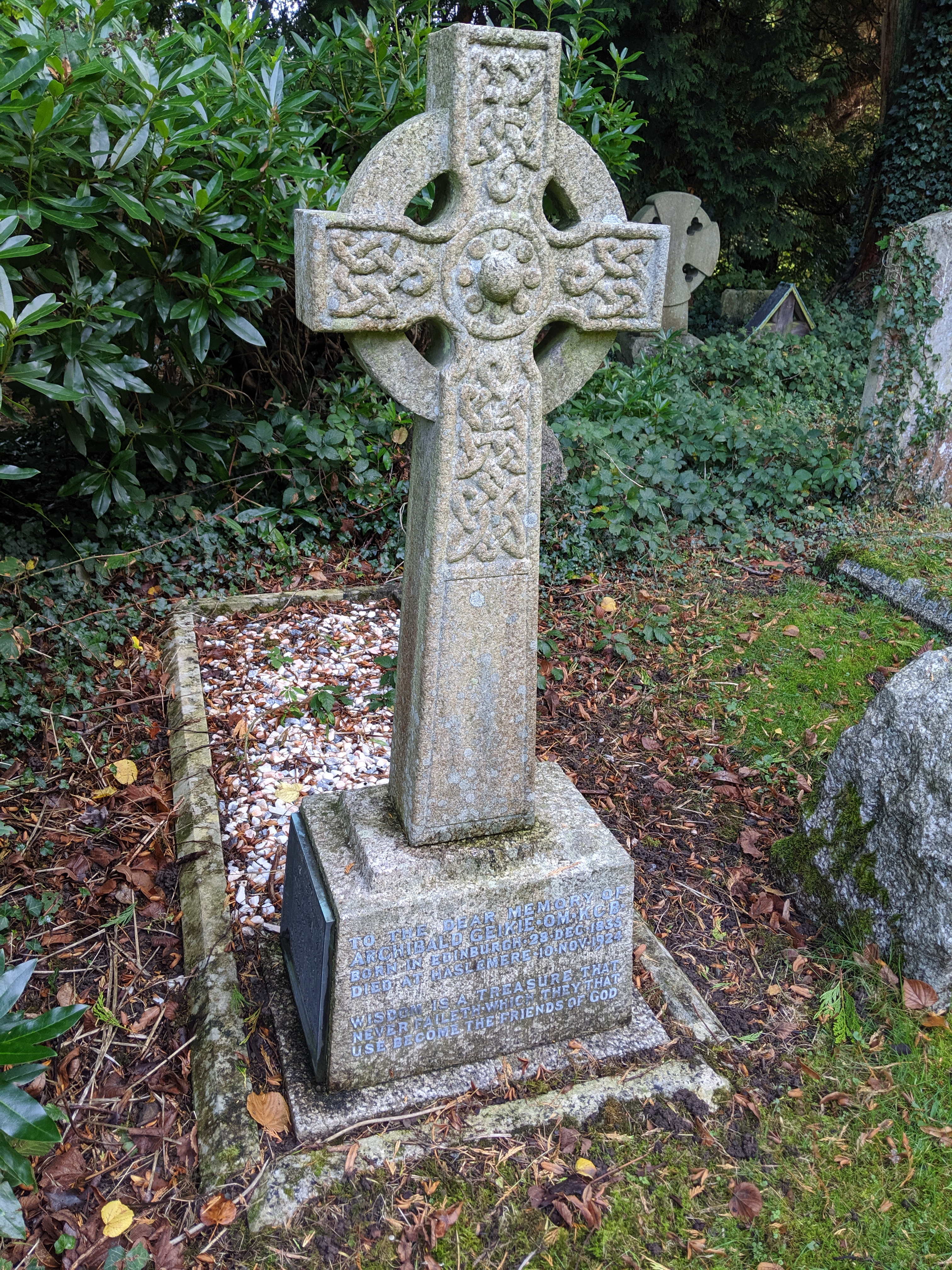
Geikieho hrob v Haslemere
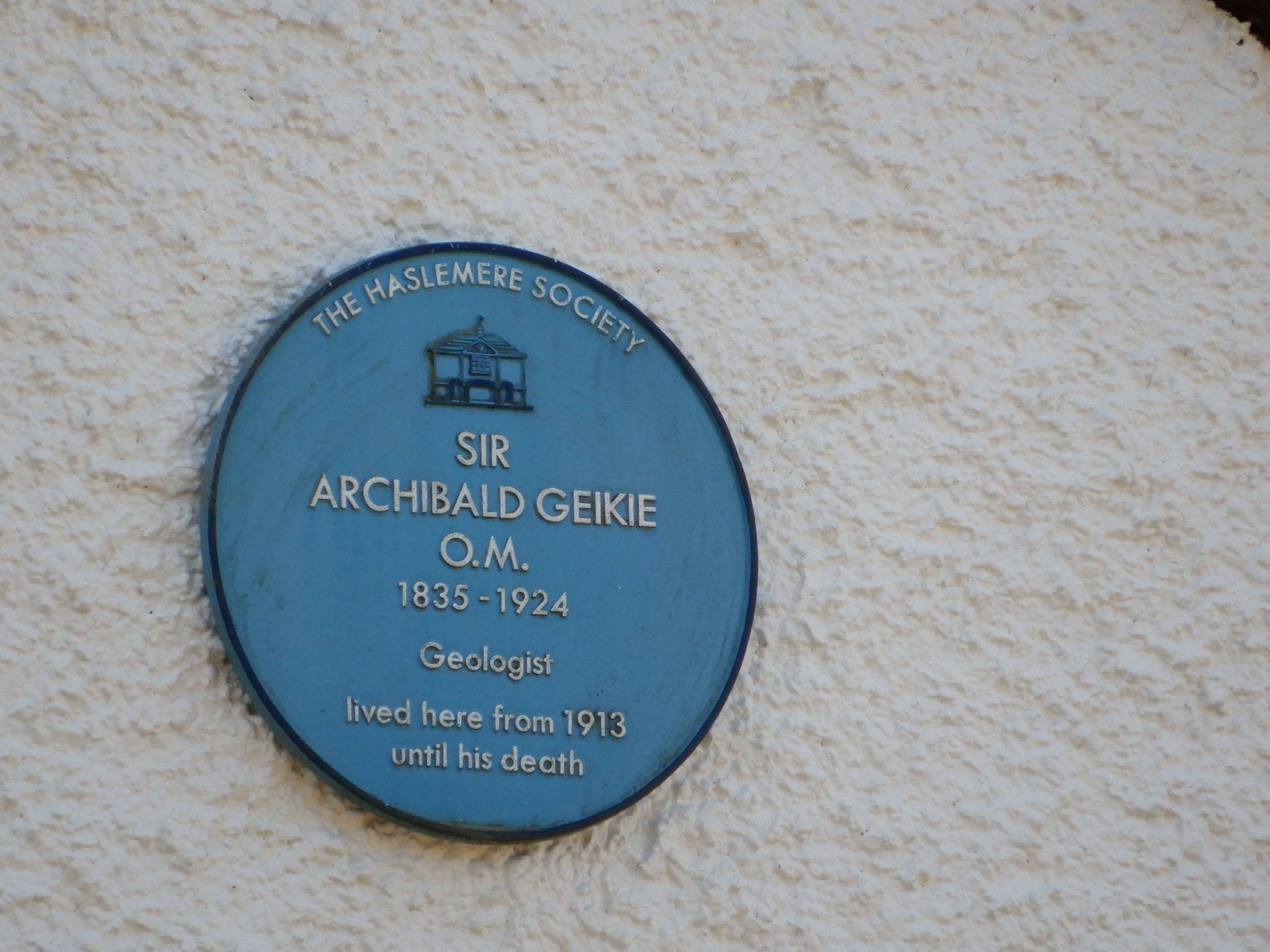
Plaketa na domě, kde žil